# بطولة البرازيل المفتوحة للتنس
بطولة البرازيل المفتوحة للتنس (بالإنجليزية: Brasil Open)‏ هي بطولة تنس للمحترفين تقام في مدينة ساو باولو البرازيل على الأراضي الترابية, البطولة هي من ضمن فئة 500 نقطة في رابطة محترفي كرة المضرب.